# Biblische Archäologie
Die Biblische Archäologie (auch Biblische Altertumskunde oder Palästinaarchäologie) betreibt die archäologische Erforschung von Israel und Palästina. Als eigenständige archäologische Disziplin ist die Biblische Archäologie letztlich eine lokale Ausprägung der Vor- und Frühgeschichte und arbeitet eng mit den Nachbardisziplinen Vorderasiatische Archäologie, Ägyptologie wie auch Klassische Archäologie zusammen.
Als lokale Ausprägung der Vor- und Frühgeschichte beschäftigt sich die Biblische Archäologie mit den materiellen Hinterlassenschaften in den Ländern und Regionen der biblischen Welt: Sinaihalbinsel (heute zu Ägypten gehörig), Israel, Jordanien, Westbank mit Gazastreifen, nördliches Saudi-Arabien, südliches Syrien und südlicher Libanon, wobei die Kontakte zu den Nachbarkulturen Ägypten, Mesopotamien, Arabien und der Mittelmeerwelt gleichfalls von besonderer Bedeutung sind, da sie immer wieder auch auf die südliche Levante Einfluss genommen haben.
Zeitlich beginnt die Biblische Archäologie mit dem Neolithikum, während die früheren Epochen regional übergreifend von der Urgeschichte behandelt werden. Das zeitliche Ende der Biblischen Archäologie ist die Gegenwart, da jede archäologische Ausgrabungsstätte mit allen ihren Hinterlassenschaften untersucht werden muss. Diese können bis in die Gegenwart reichen. Häufig enden jedoch die Interessen der Forscher am Ende der Eisenzeit bzw. in der römischen Epoche. Die späteren Epochen werden dann häufig auch von Klassischen Archäologen, Provinzialrömischen Archäologen, Byzantinisten und weiteren Forschergruppen untersucht. Die Biblische Archäologie ist eine auf die südliche Levante beschränkte Forschungsrichtung, während die Christliche Archäologie sich mit den materiellen Hinterlassenschaften des Christentums vor allem im 1. Jahrtausend n. Chr. beschäftigt, und dies unter Umständen auch weltweit.

## Aufgaben der Biblischen Archäologie
Ihre Aufgaben sind die Erforschung der Orte in Israel und Palästina. Als rein archäologische Disziplin geht es ihr nicht um den Beweis einer Richtigkeit der Bibel, sondern um die Erhebung der materiellen Kultur der südlichen Levante. Die Grabungsbefunde müssen dann natürlich mit den Textüberlieferungen dieser Region, unter denen die Bibel die umfangreichste ist, korreliert werden. Hierbei ist jedoch auch eine historisch-kritische Beurteilung der biblischen Texte von großer Bedeutung.
Als Beispiel sei hier der Pim-Gewichtsstein angeführt; er wurde erstmals 1907 bei Ausgrabungen in der antiken Stadt Gezer gefunden. Bis zu diesem Zeitpunkt wussten die Wissenschaftler nicht, wie sie das Wort pim (פִ֗ים p̄îm) im 1. Buch Samuel 13:21 übersetzen sollten.
Das Wort pim (פִ֗ים) könnte semitisch die Bezeichnung für, zwei Drittel (eines Schekels) sein, ist aber möglicherweise philistäischen Ursprungs.  Anscheinend war der Pim faktisch der Schekel von Aschdod; dieser machte etwa 4/5 seines ugaritischen Pendants aus und 2/3 des israelitischen Schekels. Von solchen Seitenreferenzen her kommt man auf ein Gewicht des Pim von 7,2 bis 7,8 Gramm; der Schekel wog knapp 11,5 Gramm.  So wurde mit Hilfe der Archäologie eine alte, mit der Zeit offenbar in Vergessenheit geratene Gewichtsbezeichnung wiederentdeckt und damit ein biblisches Hapaxlegomenon aufgeklärt.

## Bedeutende Ausgrabungen und ihre Ausgräber
- ab 1867 Jerusalem unter Charles Warren
- ab 1890 Tell el-Hesi unter Flinders Petrie
- ab 1902 Tell Ta'annek unter Ernst Sellin
- 1903–1905 Tell el-Mutesellim unter Gottlieb Schumacher
- ab 1907 Tell es-Sultan (Jericho) unter Ernst Sellin
- ab 1913 Tell Balata (Sichem) unter Ernst Sellin
- ab 1922 Tell el-Ful unter William Foxwell Albright
- ab 1932 Tell ed-Duwer (Lachisch) unter James Leslie Starkey

Nach dem Zweiten Weltkrieg entwickelte sich vor allem in Israel, eingeschränkt auch in Jordanien und in der Westbank, eine eigene archäologische Forschung. Wichtige israelische Forscher sind Benjamin Mazar, Yigael Yadin, Yohanan Aharoni, Amihai Mazar, Israel Finkelstein, David Ussishkin, Moshe Kochavi, Ze'ev Herzog, E. Oren, Trude Dothan und Mosche Dothan,  M. Artzy, A. Raban und andere mehr.
Nach einigen Jahren Pause nach dem Holocaust haben auch deutschsprachige Forscher wieder Grabungen in der südlichen Levante unternommen. Hier sind insbesondere zu nennen (nur Grabungsleitungen bzw. Mitarbeit an leitender Stelle): V. Fritz (Arad, Tell es-Seba, Khirbet el-Mschasch, Tell el-Oreme/Kinneret; ursprünglich Universitäten Mainz und Gießen), D. Conrad (Akko; ursprünglich Universität Marburg), S. Mittmann (Khirbet ez-Zeraqon; Universität Tübingen), M. Metzger (Kamid el-Loz; Universität Kiel), J. Zangenberg (Tell el-Oreme/Kinneret, Horvat Kur; Universität Leiden),  St. Münger (Tell  el-Oreme/Kinneret, Horvat Kur; Universität Bern), W. Zwickel (Tell el-Oreme/Kinneret; Yavne; Jaffa; Universität Mainz), D. Vieweger (Tell Zira'a; Kirchliche Hochschule Wuppertal/Universität Wuppertal/Universität Witten/Herdecke/Deutsches Evangelisches Institut zur Erforschung des Heiligen Landes Jerusalem und Amman), M. Peilstöcker (Tell Shune, Jaffa sowie viele weitere Grabungen im Auftrag der israelischen Antikenverwaltung; Universität Mainz), G. Lehmann (Tell el-Farah Süd; Qubur al-Walayda sowie viele weitere Grabungen im Auftrag der israelischen Antikenverwaltung; Universität Beer-Sheva), M. Niemann (Megiddo, Qubur al-Walayda; Universität Rostock), A. Berlejung (Qubur al-Walayda, Ashdod-Yam; Universität Leipzig), J. Kamlah (Tell el-Burak; Universität Tübingen), Th. Pola (Tulul ed-Dahab; Universität Dortmund), U. Hübner (Umm Saisaban; Universität Kiel) F. Ninow (Balu'a; Theologische Hochschule Friedensau) und U. Worschech (Balu'a; Theologische Hochschule Friedensau).

## Deutsche Institute mit Biblischer Archäologie als Forschungsschwerpunkt
Die Biblische Archäologie gilt in der deutschen Hochschulpolitik als kleines Fach.
Standorte der Biblischen Archäologie sind:
- Jerusalem und Amman, Deutsches Evangelisches Institut für Altertumswissenschaft des Heiligen Landes, eine eigenständige Stiftung, 1898 bzw. 1900 gegründet (Dieter Vieweger) (Brita Jansen)
- Kiel, Institut für Alttestamentliche Wissenschaft und Biblische Archäologie der Christian-Albrechts-Universität zu Kiel innerhalb der Theologischen Fakultät (Anna Elise Zernecke)
- Mainz, Seminar für Altes Testament und Biblische Archäologie innerhalb der Evangelisch-Theologischen Fakultät der Johannes-Gutenberg-Universität Mainz (Wolfgang Zwickel)
- Tübingen, Biblisch-Archäologisches Institut der Ev.-Theologischen Fakultät der Eberhard Karls Universität Tübingen (Jens Kamlah)
- Leipzig, Institut für Alttestamentliche Wissenschaft an der theologischen Fakultät der Universität Leipzig (Angelika Berlejung)
- Wuppertal, Biblisch-Archäologisches Institut Wuppertal, ein Institut der Kirchlichen Hochschule Wuppertal und ein An-Institut der Bergischen Universität Wuppertal mit Promotionsrecht an beiden Hochschulen (Dieter Vieweger).